# جولی هلمند
 جولی هلمند (انگلیسی: Julie Heldman؛ زاده ۸ دسامبر ۱۹۴۵) یک تنیس‌باز اهل ایالات متحده آمریکا است.